# Кондо, Хейдзё
Кондо Хейдзё (【近藤瓶城】 こんどう-へいじょう; 21 марта 1832 (Тэмпо) — 19 июля 1901 (Мейдзи) — японский учёный, конфуцианец, издатель, исследователь китайской и японской классики.
Родился в уделе Окадзаки провинции Микава. Занимал пост удельного ученого-конфуцианца. После революции Мэйдзи 1868 года работал дирекотором окадзаковской удельной школы Инбункан. Основал в Токио издательство «Типография Кондо» (【近藤活版所】 «Кондо каппандзё») для публикации исторических произведений, не вошедших в «Тематическую коллекцию источников». С целью популяризации культурного наследия страны 1881 года начал издание «Альманаха исторических книг», фундаментальной сборки источников по японской истории и литературе средневековья и раннего нового времени. Поддерживал тесные связи с учёными-краеведами из Исследовательского института японской классики (будущий университет Кокугакуин).
Умер в Токио. Его биография была издана в 1912 году под редакцией сына Кондо Кейдзо — «Жизнеописание пожилого господина Кондо Хейдзё».